# Hewlett Bay Park
Hewlett Bay Park ist ein Village im Nassau County, New York in den USA und liegt am South Shore von Long Island. Zum Zeitpunkt des United States Census 2010 hatte das Village 404 Einwohner.
Das Incorporated Village of Hewlett Bay Park liegt innerhalb der Town of Hempstead.
Hewlett Bay Park gehört zu den 20 einkommensstärksten Orten in den Vereinigten Staaten. Dabei ist der Ort wie Lawrence eher ähnlich zu den Orten an der Gold Coast im Norden von Long Island, im Gegensatz zum übrigen South Shore im Nassau County.

## Geographie
Das Gebiet im Südwesten des Nassau Countys wird üblicherweise als Five Towns bezeichnet. Dazu gehören die Villages of Lawrence und Cedarhurst, die Weiler Woodmere und Inwood, außerdem „The Hewletts“ und Woodsburgh. „The Hewletts“ ist dabei eine Sammelbezeichnung für Hewlett, Hewlett Bay Park, Hewlett Harbor und Hewlett Neck.

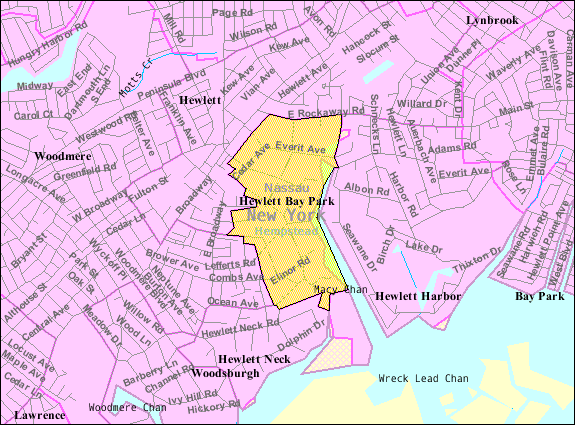
U.S. Census Map

Hewlett Bay Parks geographische Koordinaten lauten 40° 38′ N, 73° 42′ W.
Nach den Angaben des United States Census Bureau hat das Village eine Gesamtfläche von 1,0 km2, wovon mehr als 0,9 km2 auf Land und weniger als 0,1 km2 (5,41 %) auf Gewässer entfallen.

## Demographie
Zum Zeitpunkt des United States Census 2000 bewohnten Hewlett Bay Park 484 Personen. Die Bevölkerungsdichte betrug 533,9 Personen pro km². Es gab 163 Wohneinheiten, durchschnittlich 179,8 pro km². Die Bevölkerung Hewlett Bay Parks bestand zu 91,32 % aus Weißen, 1,45 % Schwarzen oder African American, 0 % Native American, 3,93 % Asian, 0 % Pacific Islander, 1,86  % gaben an, anderen Rassen anzugehören und 1,45 % nannten zwei oder mehr Rassen. 4,75 % der Bevölkerung erklärten, Hispanos oder Latinos jeglicher Rasse zu sein.
Die Bewohner Hewlett Bay Parks verteilten sich auf 157 Haushalte, von denen in 34,4 % Kinder unter 18 Jahren lebten. 82,8 % der Haushalte stellten Verheiratete, 2,5 % hatten einen weiblichen Haushaltsvorstand ohne Ehemann und 11,5 % bildeten keine Familien. 8,9 % der Haushalte bestanden aus Einzelpersonen und in 5,7 % aller Haushalte lebte jemand im Alter von 65 Jahren oder mehr alleine. Die durchschnittliche Haushaltsgröße betrug 3,08 und die durchschnittliche Familiengröße 3,23 Personen.
Die Bevölkerung verteilte sich auf 26,0 % Minderjährige, 6,2 % 18–24-Jährige, 19,0 % 25–44-Jährige, 28,3 % 45–64-Jährige und 20,5 % im Alter von 65 Jahren oder mehr. Der Median des Alters betrug 44 Jahre. Auf jeweils 100 Frauen entfielen 92,8 Männer. Bei den über 18-Jährigen entfielen auf 100 Frauen 93,5 Männer.
Das mittlere Haushaltseinkommen in Hewlett Bay Park betrug >200.000 US-Dollar und das mittlere Familieneinkommen erreichte die Höhe von >200.000 US-Dollar. Das Durchschnittseinkommen der Männer betrug >100.000 US-Dollar, gegenüber 43.333 US-Dollar bei den Frauen. Das Pro-Kopf-Einkommen belief sich auf 113.320 US-Dollar. 4,8 % der Bevölkerung und 1,5 % der Familien hatten ein Einkommen unterhalb der Armutsgrenze, davon waren 11,0 % der Minderjährigen und 0 % der Altersgruppe 65 Jahre und mehr betroffen.

## Bildung
Zu den Schulen in Hewlett Bay Park gehören die private Stella K. Abraham High School for Girls, eine jüdische High School, die 1992 eröffnet wurde.
Die öffentliche Schulbildung unterliegt dem Hewlett-Woodmere School District, und die George W. Hewlett High School ist dessen einzige High School.

## Belege
1. ↑  James Barron: "IF YOU'RE THINKING OF LIVING IN: FIVE TOWNS", The New York Times, 10. Juli 1983. Abgerufen am 20. Mai 2008. „The basic five are Lawrence, Cedarhurst, Woodmere, Hewlett and Inwood. But the area also includes some unincorporated communities and two tiny villages, Hewlett Bay Park and Woodsburgh, that are not added to the final total.“
2. ↑  Annual Estimates of the Resident Population for Incorporated Places: April 1, 2010 to July 1, 2015. Abgerufen am 13. Oktober 2016 (englisch).
3. ↑  Census of Population and Housing. Census.gov, abgerufen am 13. Oktober 2016 (englisch).